# Shallow (bài hát của Lady Gaga và Bradley Cooper)
"Shallow" là một bài hát của ca sĩ người Mỹ Lady Gaga và diễn viên người Mỹ Bradley Cooper nằm trong album nhạc phim cho bộ phim năm 2018 A Star Is Born. Nó được phát hành vào ngày 27 tháng 9 năm 2018 như là đĩa đơn đầu tiên trích từ album bởi Interscope Records. Bài hát được đồng viết lời bởi Gaga, Andrew Wyatt, Anthony Rossomando và Mark Ronson, và nữ ca sĩ cũng tham gia đồng sản xuất nó với Benjamin Rice. "Shallow" đã xuất hiện ba lần trong phim, trong đó nổi bật nhất là trong một cảnh khi nhân vật Jackson Maine của Cooper mời nhân vật Ally của Gaga biểu diễn nó trên sân khấu với anh. Được sáng tác dựa trên góc nhìn của Ally từ Gaga, bài hát là một bản nhạc ballad mang âm hưởng của rock, country và folk-pop mang nội dung là những lời đối thoại giữa hai nhân vật, cuối cùng cao trào là đoạn điệp khúc với giọng hát đầy nội lực của Gaga. Bài hát được xem như khoảnh khắc quan trọng nhất trong A Star Is Born, là sự cao trào trong mối quan hệ giữa Ally và Jackson.
Được ra mắt trên chương trình phát thanh của DJ Zane Lowe của Beats 1 trong buổi phỏng vấn của Gaga về bộ phim, "Shallow" nhận được những phản ứng tích cực từ các nhà phê bình âm nhạc, trong đó họ đánh giá cao chất giọng của nữ ca sĩ, giai điệu acoustic mộc mạc cũng như quá trình sản xuất nó. Ngoài ra, bài hát còn nằm trong danh sách những tác phẩm xuất sắc nhất năm 2018 bởi nhiều tổ chức và ấn phẩm âm nhạc, bao gồm The New York Times và Rolling Stone. "Shallow" cũng tiếp nhận những thành công vượt trội về mặt thương mại, đứng đầu các bảng xếp hạng ở Úc, Áo, Canada, Đan Mạch, Ireland, New Zealand, Na Uy, Thụy Điển, Thụy Sĩ và Vương quốc Anh, đồng thời lọt vào top 10 ở hầu hết những quốc gia nó xuất hiện, bao gồm vươn đến top 5 ở những thị trường lớn như Pháp, Đức và Ý. Tại Hoa Kỳ, nó đạt vị trí số một trên bảng xếp hạng Billboard Hot 100, trở thành đĩa đơn quán quân thứ tư trong sự nghiệp của Gaga và đầu tiên của Cooper tại đây.
Một video ca nhạc cho "Shallow" đã được phát hành, trong đó bao gồm những cảnh Gaga và Cooper hát "Shallow" trên sân khấu, và được ghi hình trước khán giả trực tiếp tại Nhà hát Greek ở Los Angeles, xen kẽ với những hình ảnh khác từ A Star Is Born. Để quảng bá bài hát, hai nghệ sĩ đã trình diễn nó cùng nhau hoặc riêng biệt trên nhiều chương trình truyền hình và lễ trao giải lớn, bao gồm giải Grammy lần thứ 61 và giải Oscar lần thứ 91. Kể từ khi phát hành, "Shallow" đã được hát lại và sử dụng làm nhạc mẫu bởi nhiều nghệ sĩ, như Alicia Keys, Kelly Clarkson, James Corden, Lea Michele và Darren Criss. Ngoài ra, nó cũng gặt hái nhiều giải thưởng và đề cử tại những lễ trao giải lớn, bao gồm chiến thắng giải Quả cầu vàng lẫn giải Oscar cho Bài hát gốc xuất sắc nhất cũng như bốn đề cử giải Grammy cho Thu âm của năm, Bài hát của năm, Trình diễn song tấu hoặc nhóm nhạc pop xuất sắc nhất và Bài hát nhạc phim xuất sắc nhất tại lễ trao giải thường niên lần thứ 61, và chiến thắng hai giải sau.

## Danh sách bài hát
- Tải kĩ thuật số[1]

1. "Shallow" – 3:37

## Thành phần thực hiện
Thành phần thực hiện được trích từ ghi chú của A Star Is Born.
Đội ngũ quản lý
- Xuất bản bởi Sony/ATV Songs LLC / SG Songs LLC (BMI) / ImageM CV / Songs of Zelig (BMI)
- Xuất bản bởi Stephaniesays Music (ASCAP) / Downtown DLJ Songs (ASCAP) bởi Downtown Music Publishing LLC, Whiteball Music Publishing Group / Downtown DMP Songs (BMI)
- Xuất bản bởi Warner-Barham Music LLC (BMI) / Quản trị bởi Songs of Universal (BMI) / Warner-Olive Music LLC (ASCAP)
- Thu âm tại Nhà hát Greek, EastWest Studios, The Village West (Los Angeles, California)
- Phối khí tại Electric Lady Studios (Thành phố New York)
- Master tại Sterling Sound Studios (Thành phố New York)

Thành phần
- Lady Gaga – giọng hát, viết lời, sản xuất
- Bradley Cooper – giọng hát
- Mark Ronson – viết lời
- Anthony Rossomando – viết lời
- Andrew Wyatt – viết lời
- Benjamin Rice – sản xuất, ghi âm
- Bo Bodnar – hỗ trợ ghi âm
- Alex Williams – hỗ trợ ghi âm
- Tom Elmhirst – phối khí
- Brandon Bost – kỹ sư phối khí
- Randy Merrill – master
- Anthony Logerfo – trống
- Corey McCormick – bass
- Alberto Bof – đàn phím
- Lukas Nelson – đàn mộc
- Jesse Siebenberg – đàn guitar lap steel
- Eduardo 'Tato' Melgar – bộ gõ

## Xếp hạng
| Bảng xếp hạng (2018-19)                | Vị trí cao nhất |
| -------------------------------------- | --------------- |
| Argentina (Argentina Hot 100)          | 39              |
| Úc (ARIA)                              | 1               |
| Áo (Ö3 Austria Top 40)                 | 1               |
| Bỉ (Ultratop 50 Flanders)              | 8               |
| Bỉ (Ultratop 50 Wallonia)              | 2               |
| Bolivia (Monitor Latino)               | 1               |
| Canada (Canadian Hot 100)              | 1               |
| Canada AC (Billboard)                  | 1               |
| Canada CHR/Top 40 (Billboard)          | 30              |
| Canada Hot AC (Billboard)              | 10              |
| Croatia (HRT)                          | 1               |
| Cộng hòa Séc (Rádio Top 100)           | 15              |
| Cộng hòa Séc (Singles Digitál Top 100) | 1               |
| Đan Mạch (Tracklisten)                 | 1               |
| Estonia (IFPI)                         | 5               |
| Châu Âu Nhạc số (Billboard)            | 1               |
| Phần Lan Nhạc số (Billboard)           | 4               |
| Pháp (SNEP)                            | 3               |
| Đức (Official German Charts)           | 4               |
| Hy Lạp Nhạc số (IFPI Greece)           | 2               |
| Hungary (Rádiós Top 40)                | 28              |
| Hungary (Single Top 40)                | 1               |
| Hungary (Stream Top 40)                | 1               |
| Iceland (Tonlist)                      | 1               |
| Ireland (IRMA)                         | 1               |
| Israel (Media Forest)                  | 2               |
| Ý (FIMI)                               | 2               |
| Nhật Bản (Japan Hot 100)               | 29              |
| Nhật Bản Hot Overseas (Billboard)      | 2               |
| Latvia (Latvijas Radio)                | 1               |
| Lebanon (Lebanese Top 20)              | 19              |
| Luxembourg Nhạc số (Billboard)         | 1               |
| Malaysia (RIM)                         | 5               |
| Mexico Anglo (Monitor Latino)          | 4               |
| Mexico Phát thanh (Billboard)          | 4               |
| Hà Lan (Dutch Top 40)                  | 5               |
| Hà Lan (Single Top 100)                | 5               |
| New Zealand (Recorded Music NZ)        | 1               |
| Na Uy (VG-lista)                       | 1               |
| Ba Lan (Polish Airplay Top 100)        | 27              |
| Bồ Đào Nha (AFP)                       | 1               |
| Rumani (Airplay 100)                   | 37              |
| Scotland (OCC)                         | 1               |
| Singapore (RIAS)                       | 6               |
| Slovakia (Rádio Top 100)               | 1               |
| Slovakia (Singles Digitál Top 100)     | 1               |
| Slovenia (SloTop50)                    | 2               |
| Hàn Quốc (Gaon International Singles)  | 25              |
| Tây Ban Nha (PROMUSICAE)               | 11              |
| Thụy Điển (Sverigetopplistan)          | 1               |
| Thụy Sĩ (Schweizer Hitparade)          | 1               |
| Anh Quốc (OCC)                         | 1               |
| Hoa Kỳ Billboard Hot 100               | 1               |
| Hoa Kỳ Adult Contemporary (Billboard)  | 2               |
| Hoa Kỳ Adult Pop Airplay (Billboard)   | 2               |
| Hoa Kỳ Dance Club Songs (Billboard)    | 1               |
| Hoa Kỳ Pop Airplay (Billboard)         | 19              |

| Bảng xếp hạng (2018)                 | Vị trí |
| ------------------------------------ | ------ |
| Australia (ARIA)                     | 53     |
| Austria (Ö3 Austria Top 40)          | 33     |
| Hungary (Single Top 40)              | 8      |
| Hungary (Stream Top 40)              | 31     |
| Ireland (IRMA)                       | 27     |
| Israel (Galgalatz)                   | 3      |
| Italy (FIMI)                         | 99     |
| Netherlands (Dutch Top 40)           | 69     |
| Sweden (Sverigetopplistan)           | 29     |
| Switzerland (Schweizer Hitparade)    | 22     |
| UK Singles (Official Charts Company) | 87     |
| Bảng xếp hạng (2019)                 | Vị trí |
| Australia (ARIA)                     | 9      |
| Austria (Ö3 Austria Top 40)          | 14     |
| Belgium (Ultratop 50 Flanders)       | 17     |
| Belgium (Ultratop 50 Wallonia)       | 11     |
| Bolivia (Monitor Latino)             | 85     |
| Canada (Canadian Hot 100)            | 6      |
| Denmark (Tracklisten)                | 2      |
| Germany (Official German Charts)     | 16     |
| Hungary (Single Top 40)              | 1      |
| Hungary (Stream Top 40)              | 12     |
| Ireland (IRMA)                       | 7      |
| Italy (FIMI)                         | 22     |
| Latvia (LAIPA)                       | 20     |
| Netherlands (Dutch Top 40)           | 29     |
| Netherlands (Single Top 100)         | 18     |
| New Zealand (Recorded Music NZ)      | 8      |
| Norway (VG-lista)                    | 2      |
| Romania (Airplay 100)                | 72     |
| Slovenia (SloTop50)                  | 18     |
| Switzerland (Schweizer Hitparade)    | 1      |
| UK Singles (Official Charts Company) | 20     |
| US Billboard Hot 100                 | 19     |
| US Adult Contemporary (Billboard)    | 2      |
| US Adult Top 40 (Billboard)          | 11     |
| US Dance Club Songs (Billboard)      | 36     |

| Bảng xếp hạng (2010–2019) | Vị trí |
| ------------------------- | ------ |
| Australia (ARIA)          | 99     |
| Israel (Galgalatz)        | 9      |

## Chứng nhận
| Quốc gia | Chứng nhận    | Số đơn vị/doanh số chứng nhận |          |
| --- | ------------- | ----------------------------- | -------- |
| Úc (ARIA) | 6× Bạch kim   | 420.000‡                      |          |
| Áo (IFPI Áo) | Bạch kim      | 30.000‡                       |          |
| Bỉ (BEA) | 2× Bạch kim   | 80.000‡                       |          |
| Canada (Music Canada) | 2× Bạch kim   | 160.000‡                      |          |
| Đan Mạch (IFPI Đan Mạch) | 2× Bạch kim   | 180.000‡                      |          |
| Pháp (SNEP) | Kim cương     | 333.333‡                      |          |
| Đức (BVMI) | Bạch kim      | 300.000‡                      |          |
| Ý (FIMI) | 4× Bạch kim   | 200.000‡                      |          |
| New Zealand (RMNZ) | 3× Bạch kim   | 90.000‡                       |          |
| Na Uy (IFPI) | 6× Bạch kim   | 360.000‡                      |          |
| refname="ifpi norge"}} | Ba Lan (ZPAV) | Kim cương                     | 100.000‡ |
| Bồ Đào Nha (AFP) | 3× Bạch kim   | 30.000‡                       |          |
| Tây Ban Nha (PROMUSICAE) | 3× Bạch kim   | 120.000‡                      |          |
| Anh Quốc (BPI) | 2× Bạch kim   | 1.200.000‡                    |          |
| Hoa Kỳ (RIAA) | Bạch kim      | 1.000.000‡                    |          |
| * Chứng nhận dựa theo doanh số tiêu thụ. ^ Chứng nhận dựa theo doanh số nhập hàng. ‡ Chứng nhận dựa theo doanh số tiêu thụ và phát trực tuyến. |               |                               |          |